# Quadriscutella
Quadriscutella is een monotypisch geslacht van mosdiertjes uit de familie van de Phorioppniidae. De wetenschappelijke naam van het geslacht is voor het eerst geldig gepubliceerd in 1997 door Bock & Cook.

## Soort
- Quadriscutella papillata Bock & Cook, 1993